# Fischbach-Göslikon
Fischbach-Göslikon là một đô thị ở huyện Bremgarten, bang Aargau, Thụy Sĩ.